# Gegenstromzylinderkopf

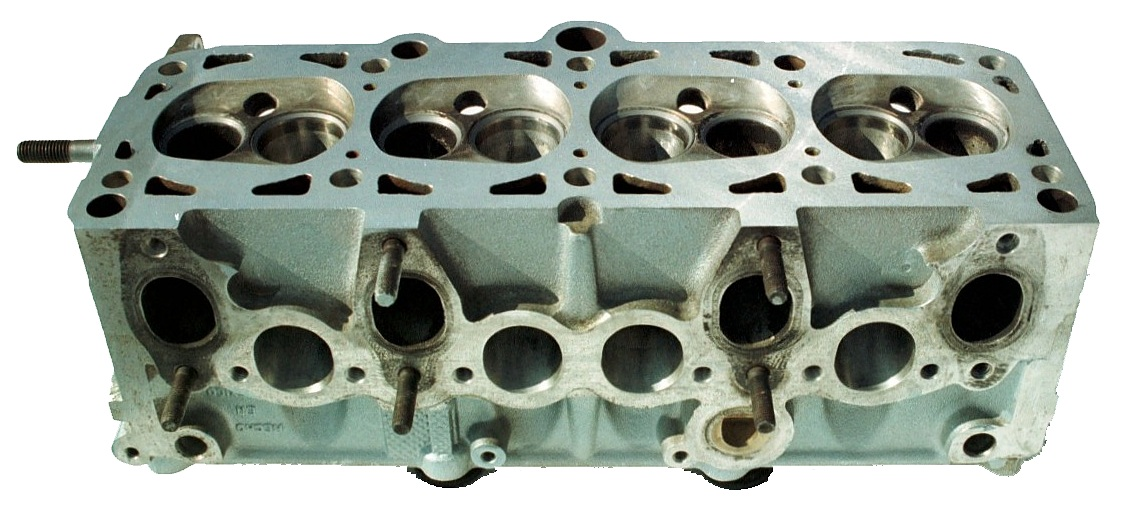
Zylinderkopf eines älteren Vierzylinder-Zweiventil-Viertakt-Ottomotors. (VW EA827)

Der Gegenstromzylinderkopf ist eine Bauart des Zylinderkopfes, bei dem die Ansaug- und Auslasskanäle auf der gleichen Seite liegen. Gegenüber dem heute gebräuchlichen Querstromzylinderkopf weist diese Bauart folgende Eigenschaften auf:
Vorteile:
- schmalere Bauform des Motors (der geringere Platzbedarf ist hauptsächlich bei quer eingebauten Motoren interessant)
- Ansaug- und Abgaskrümmer können mit den gleichen Schrauben befestigt werden (Kostenersparnis)
- Die Wärmeübertragung begünstigt das vollständige Vergasen des Benzins und hilft, der Vergaservereisung vorzubeugen (bei Motoren mit Saugrohreinspritzung irrelevant)
- Kurze Gaswege, daher gut für Aufladung geeignet

Nachteile:
- Die unnötige Aufheizung der Ansaugluft bewirkt eine schlechtere Füllung (Leistungsverlust) und eine höhere Klopfneigung
- Eignet sich nur für konventionelle Zweiventiltechnik (Mehrventiltechnik und somit besserer Gaswechsel ist nicht möglich)
- Gesteigerte Brandgefahr bei Treibstoffundichtigkeiten (der Ansaugtrakt liegt direkt über dem Abgaskrümmer)